# Bartolomeo Maranta
Bartolomeo Maranta (Venosa, Província de Potenza, 1500 — 24 de março de 1571) foi um médico e botânico italiano.
Estudou mineralogia e botânica com  Luca Ghini (1490-1566) em Pisa, e trabalhou no Jardim botânico de Nápoles de 1554 a 1556.
Foi médico do duque Mântua e, posteriormente, do cardeal Branda Castiglioni de Trinità. Criou, a partir de 1568, um jardim botânico em Roma.
É autor de De Aguae (1559), Methodis Cognoscendorum Medicamentorum Simplicium (três volumes, 1559), obras sobre história natural com Ferrante Imperato (1550-1631).